# Eptatretus sheni
Eptatretus sheni – gatunek bezszczękowca z rodziny śluzicowatych (Myxinidae).

## Zasięg występowania
Okolice Tajwanu.

## Cechy morfologiczne
Osiąga 43 cm długości. 6 par otworów skrzelowych rozmieszczonych blisko siebie, w linii prostej. Plamki oczu widoczne.

## Biologia i ekologia
Występuje na głębokości 200–800 m. Żywi się krewetkami, krabami, mięczakami oraz rybami.